# Rasa Šnapštienė
 Rasa Šnapštienė (* 9. Januar 1963 in Rumšiškės, Rajongemeinde Kaišiadorys) ist eine litauische Politikerin und seit November 2016 Vizebürgermeisterin der Stadtgemeinde Kaunas.

## Leben
Nach dem Abitur 2003 absolvierte Rasa von 1981 bis 1986 das Diplomstudium des Wirtschaftsingenieurwesens am Kauno politechnikos institutas und von 1988 bis 1992 die Aspirantur  an der Lomonossow-Universität in Moskau. Danach promovierte sie zum Kandidat der Wirtschaftswissenschaften.
Von 1984 bis 1986 war sie Laborantin  und von 1986 bis 1988 wiss. Mitarbeiterin am KPI.
Von 1992 bis 1998 lehrte sie als Dozentin und von 1998 bus 1999 leitete den Kommerz-Lehrstuhl  der Fakultät Kaunas der Vilniaus universitetas. Von 1999 bis 2000 lehrte sie an der Vytauto Didžiojo universitetas und von 2000 bis 2009 am Lehrstuhl der öffentlichen Verwaltung an der Kauno technologijos universitetas. Ab 2009 leitete sie diesen Lehrstuhl der Fakultät für Sozialwissenschaften.
Sie war LSDP-Mitglied. Seit 2015 ist sie Mitglied von Vieningas Kaunas.
Seit 2015 ist er Mitglied im Stadtrat Kaunas.

## Familie
Šnapštienė ist verheiratet und hat einen Sohn.